# Blood Harmony
《Blood Harmony》는 미국의 싱어송라이터인 피니어스의 첫 익스텐디드 플레이이다. 2019년 10월 4일 배급사 AWAL을 통하여 자신의 레이블인 OYOY에서 발매하였다. EP에 수록되어 있는 모든 곡은 피니어스가 작사와 작곡 및 프로듀싱하였다. 팝 장르의 음반이다. 상업적으로는 예상보다 저조한 성적으로 미국 빌보드의 히트시커스 음반 차트에서 14위에 올라가고, 리투아니아 음반 차트에서 47위를 기록한 것이 전부이다.
《Blood Harmony》는 2018년부터 2019년까지 수록곡 중에서 총 네 개의 싱글이 발매되었다. 리드 싱글인 〈Let's Fall in Love for the Night〉는 생각지 못한 히트를 치면서 미국 빌보드 얼터너티브 송 차트와 록 에어플레이 차트에서 각각 17위와 24위에 오르게 되었다. 피니어스는 2019년 10월 내내 미국을 돌면서 홍보를 위한 투어를 진행하였다. 이듬해 8월 7일에는 2018년에 발매한 싱글 〈Break My Heart Again〉과 〈Let's Fall in Love for the Night〉의 새로운 버전인 〈Let's Fall in Love for the Night (1964)〉가 들어 있는 디럭스 에디션을 발매하였다.

## 평가
| 전문가 평가 | 전문가 평가 |
| 평가 점수   | 평가 점수   |
| 출처        | 점수        |
| ----------- | ----------- |
| NME         | [ 1 ]       |

《Blood Harmony》는 대부분 음악 평론가들로부터 긍정적인 평가를 받았다. NME의 윌 리처즈는 이 EP에 별 다섯 개 중 네 개를 주면서 《Blood Harmony》는 "정교하다"는 표현과 함께 "신선하고 현대적인 프로듀싱이 들어갔다"고 언급하였다. 빌보드에 글을 쓰는 글렌 롤리는 이 음반을 극찬하면서 "솔로 아티스트로서의 피니어스의 작품은 확실히 더 밝으며, 감정이 풍부한 목소리가 가사에 들어 있는 인간의 감정에 있는 광대한 스펙트럼을 따라 흔들며 곡을 하나로 묶는 듯 하다"고 말하였다. 앳우드 매거진의 니콜 알메이다는 이 음반이 "피니어스 경력에서 가장 과도기적인 시점"이라고 말하였다. 《Blood Harmony》는 미국 히트시커스 앨범 차트에서 14위, 리투아니아 음반 차트에서 47위를 찍는 것이 전부인 것과 같이 상업적으로는 크게 성공하지 못하였다.

## 트랙 리스트
모든 곡은 피니어스 오코넬이 작사, 작곡 및 프로듀싱하였다.
| #            | 제목                                 | 재생 시간 |
| ------------ | ------------------------------------ | --------- |
| 1.           | 〈I Lost a Friend〉                  | 3:57      |
| 2.           | 〈Shelter〉                          | 3:07      |
| 3.           | 〈Lost My Mind〉                     | 2:49      |
| 4.           | 〈I Don’t Miss You at All〉          | 2:08      |
| 5.           | 〈Partners in Crime〉                | 3:43      |
| 6.           | 〈Let's Fall in Love for the Night〉 | 3:10      |
| 7.           | 〈Die Alone〉                        | 4:21      |
| 총 재생 시간 | 총 재생 시간                         | 23:15     |

| #            | 제목                                        | 재생 시간 |
| ------------ | ------------------------------------------- | --------- |
| 8.           | 〈Break My Heart Again〉                    | 3:58      |
| 9.           | 〈Let's Fall in Love for the Night (1964)〉 | 3:57      |
| 총 재생 시간 | 총 재생 시간                                | 31:12     |

## 차트
| 차트 (2019-2020)              | 최고 순위 |
| ----------------------------- | --------- |
| 리투아니아 음반 차트 (AGATA)  | 47        |
| 미국 히트시커스 앨범 (빌보드) | 14        |